# Jardinière

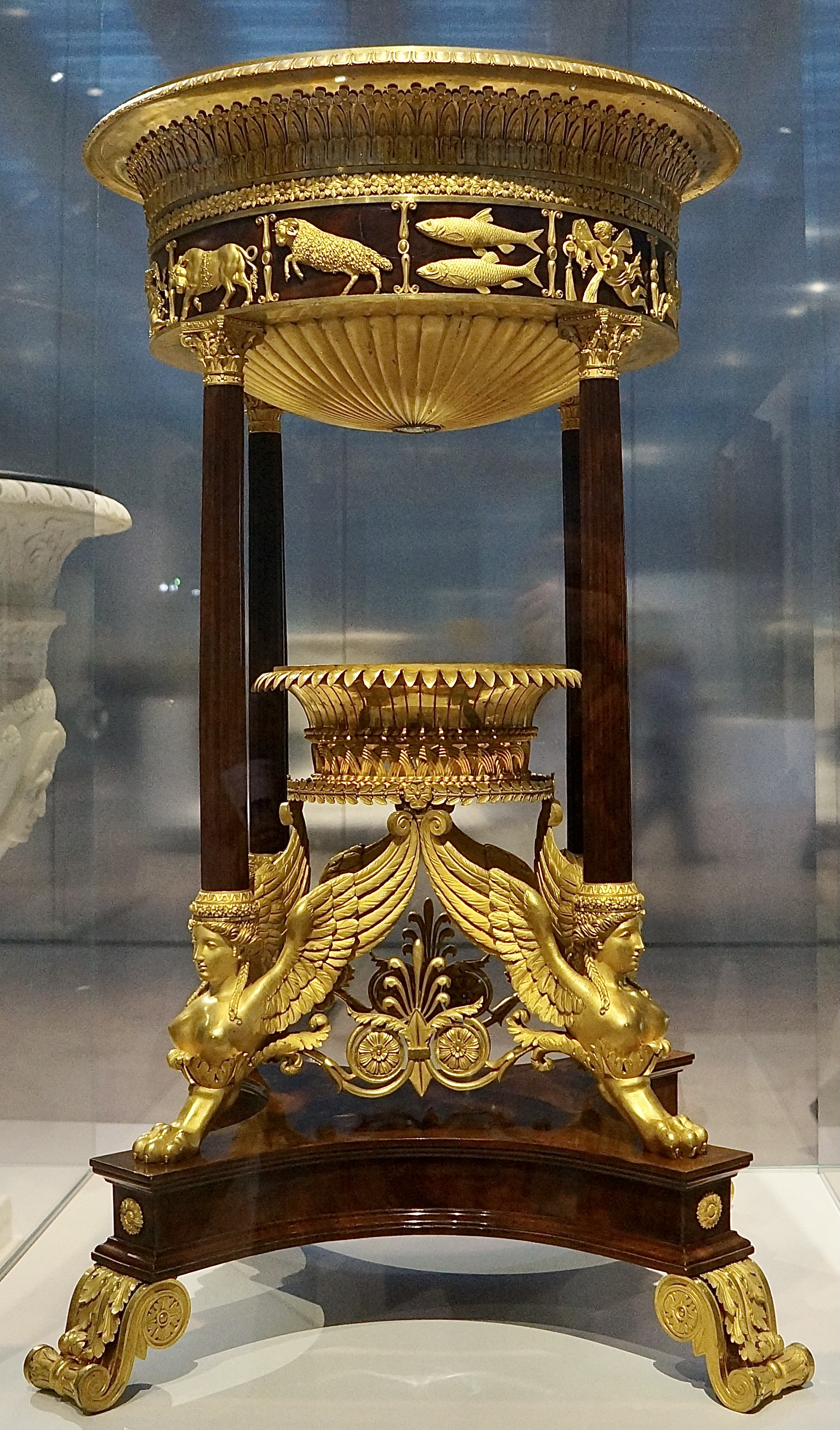
Jardinière als Möbelstück, um 1819

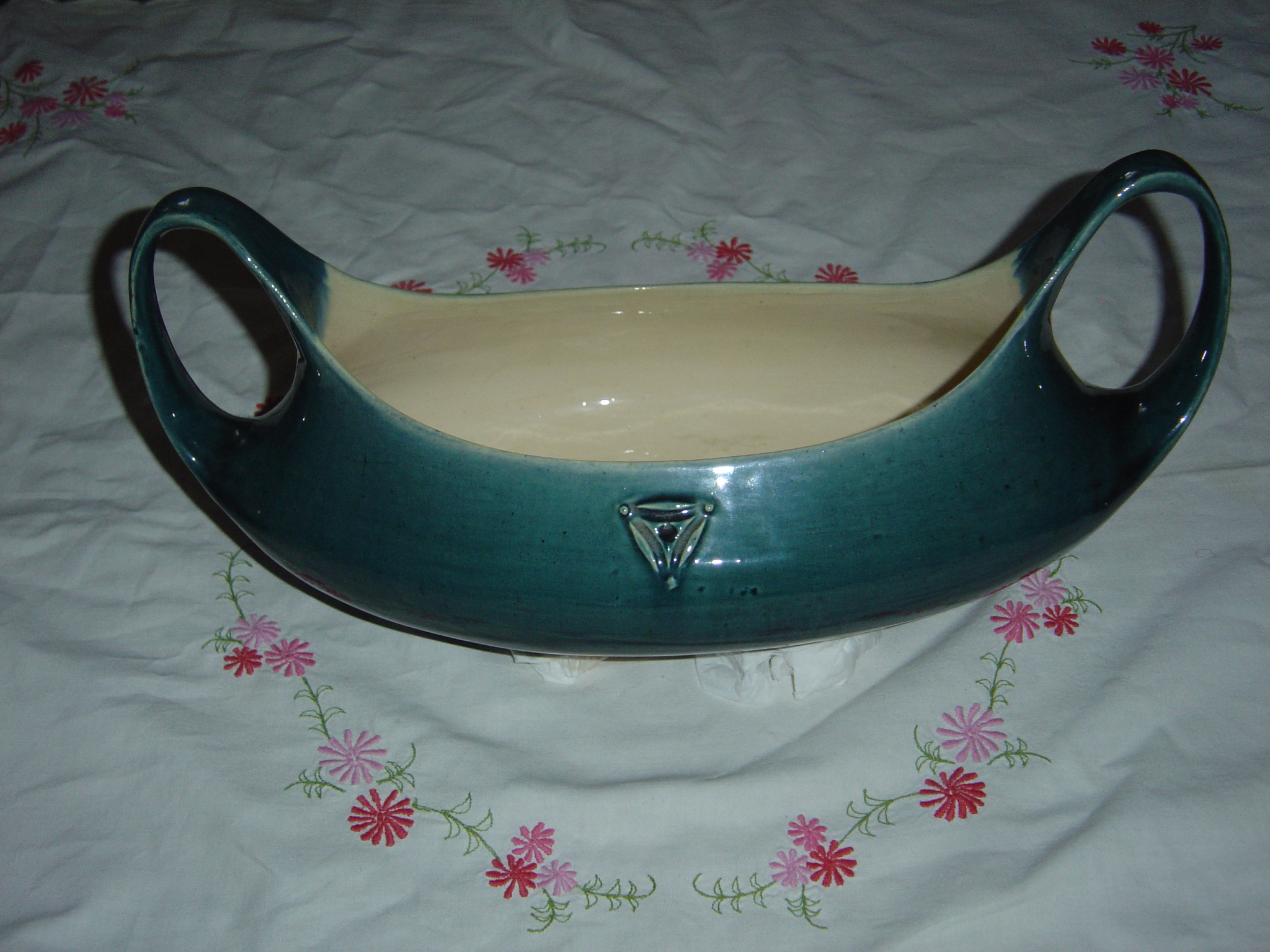
Jardinière als Tafelaufsatz, um 1900

Die Jardinière (französisch für „Gärtnerin“) ist ein Blumenbehälter. Im 19. Jahrhundert gehörte er als meist dreibeiniges Möbelstück aus Holz oder Metall in Form eines Ständers oder Gestells mit eingelassener Schale zum Inventar der bürgerlichen Wohnung. Bestand die Dekoration bis zur Jahrhundertwende noch eher aus getrockneten Pflanzen und Kunstblumen („Makartstrauß“), wurden diese seit dem Jugendstil zunehmend durch natürliche Blumen ersetzt.
Auch der Tafelaufsatz, das repräsentative, monumenthaft aufragende Schaustück auf der Mitte der festlichen Tafel wird mit der Reformbewegung um 1900 von einer flachen, länglich-ovalen Schale abgelöst, die seitdem ebenfalls als Jardinière bezeichnet wird und für ein Gesteck aus frischen Blumen gedacht ist. Häufig besteht sie aus Silber oder versilbertem Metall und ist mit einem Einsatz aus unedlem Material ausgestattet.